# 1996
1996. је била преступна година.

## Догађаји

### Јануар
- 9. јануар — Чеченски сепаратисти су напали руску војну базу у Кизљару, што се претворило у велику талачку кризу у коју је било укључено на хиљаде цивила.
- 20. јануар — Јасер Арафат изабран за председника Палестинске управе.
- 31. јануар — специјални изасланик генералног секретара УН за људска права Елизабет Рен саопштила је да у Босни има око 200 до 300 масовних гробница и да су за злочине током рата у БиХ, поред Срба одговорни и босански Хрвати и Муслимани.

### Фебруар
- 1. фебруар — Председник Жак Ширак објавио да је Француска заувек окончала нуклеарне пробе.
- 17. фебруар — Егзодус Срба из дијелова Сарајева који су Дејтонским мировним споразумом припали Федерацији БиХ.

### Март
- 2. март — На трећем конгресу СПС-а, Слободан Милошевић поново изабран за лидера странке.

### Април
- 9. април — Заједничком декларацијом, Европска унија формално признала Савезну Републику Југославију, готово четири године по њеном формирању.
- 22. април — Нападима ОВК на југословенске снаге безбедности, тихо отпочео Косовски рат.

### Мај
- 18. мај — Радован Караџић се повукао са места председника Републике Српске, а дужност председника је преузела потпредседница Биљана Плавшић.

### Јун
- 4. јун — Ракета „Аријана 5“ експлодирала је 40 секунди после лансирања на свом пробном лету због грешке у софтверу.

### Јул
- 5. јул — Овца Доли је постала први сисар клониран из одрасле ћелије.
- 17. јул — Амерички путнички авион „Боинг 747“ на линији Њујорк-Париз експлодирао је изнад Атлантског океана, након што је полетео са аеродрома Кенеди.
- 27. јул — Током Олимпијских игара у Атланти експлодирала је бомба у забавном парку, усмртивши две особе и ранивши 110 људи.

### Август
- 1. август — Објављен роман Игра престола америчкога писца Џорџа Р. Р. Мартина.

### Септембар
- 27. септембар — Талибанске снаге су заузеле Кабул и успоставиле Исламски емират Авганистан.

### Октобар
- 10. октобар — 23. октобар — Одржан шаховски турнир у Тилбургу, Холандија. Победио је Борис Гељфанд.
- 16. октобар — На стадиону у главном граду Гватемале погинуло 78, повређено више од 100, у стампеду насталом после покушаја навијача без карата да се пробију на трибине како би гледали квалификациони меч за светско фудбалско првенство.

### Новембар
- 3. новембар — Избори за савезне посланике у Веће грађана Савезне скупштине СРЈ.
- 17. новембар — У Србији одржан други круг локалних избора. Опозиција остварила убедљиву победу, али је власт одбила то да призна. На улицама Београда и других српских градова избили масовни протести, који су трајали три месеца.
- 23. новембар — Отет етиопски „Боинг 767” са 163 путника и 12 чланова посаде је пао у море близу Коморских острва пошто је остао без горива, при чему је погинуло 125 особа.

### Децембар
- 24. децембар — У Београду одржан „контра-митинг“ Социјалистичке партије Србије на којем је Слободан Милошевић, тадашњи председник Србије и лидер социјалиста, изрекао чувену реченицу "Волим и ја вас".

## Рођења

### Јануар
- 2. јануар — Џона Болден, аустралијски кошаркаш[1]
- 3. јануар — Флоренс Пју, енглеска глумица[2]
- 5. јануар — Илија Ђоковић, српски кошаркаш[3]
- 11. јануар — Лероа Сане, немачки фудбалер[4]
- 12. јануар — Ела Хендерсон, енглеска музичарка[5]
- 14. јануар — Андреј Магдевски, македонски кошаркаш[6]
- 15. јануар — Дав Камерон, америчка глумица и певачица[7]
- 19. јануар — Немања Михајловић, српски фудбалер[8]
- 20. јануар — Јована Прековић, српска каратисткиња[9]
- 21. јануар — Алдо Калулу, француско-конгоански фудбалер
- 23. јануар — Рубен Лофтус Чик, енглески фудбалер[10]
- 24. јануар — Ксенија Кнежевић, српска певачица, најпознатија као чланица групе
- 26. јануар — Игор Декраен, белгијски бициклиста (прем. 2014)[11]
- 28. јануар — Милан Гајић, српски фудбалер[12]
- 29. јануар — Кенан Карахоџић, босанскохерцеговачко-српски кошаркаш[13]

### Фебруар
- 2. фебруар — Хари Винкс, енглески фудбалер[14]
- 6. фебруар — Кевон Луни, амерички кошаркаш[15]
- 11. фебруар — Данил Медведев, руски тенисер[16]
- 11. фебруар — Миладин Стевановић, српски фудбалер[17]
- 14. фебруар — Лукас Ернандез, француски фудбалер[18]
- 15. фебруар — Немања Радоњић, српски фудбалер[19]
- 17. фебруар — Саша Питерсе, америчка глумица и музичарка[20]
- 18. фебруар — Џил Касиди, америчка порнографска глумица и модел[21]
- 21. фебруар — Софи Тарнер, енглеска глумица[22]
- 23. фебруар — Дианђело Расел, амерички кошаркаш[23]

### Март
- 5. март — Сара Рељић, црногорско-српска певачица
- 17. март — Немања Ћаласан, српски фудбалер[24]
- 17. март — Александра Црвендакић, српска кошаркашица[25]
- 23. март — Александер Албон, тајландски аутомобилиста, возач Формуле 1[26]
- 28. март — Бенжамен Павар, француски фудбалер[27]

### Април
- 1. април — Зоран Николић, црногорски кошаркаш[28]
- 2. април — Зак Брајан, амерички музичар
- 3. април — Марко Радовановић, српски кошаркаш[29]
- 3. април — Сара Џефри, канадска глумица, певачица и плесачица
- 11. април — Деле Али, енглески фудбалер[30]
- 12. април — Матео Беретини, италијански тенисер[31]
- 13. април — Марко Грујић, српски фудбалер[32]
- 14. април — Абигејл Бреслин, америчка глумица[33]
- 16. април — Анја Тејлор Џој, америчко-аргентинско-британска глумица и модел[34]
- 22. април — Срђан Бабић, српски фудбалер[35]
- 24. април — Ешли Барти, аустралијска тенисерка
- 25. април — Филип Манојловић, српски фудбалски голман[36]
- 26. април — Теа Таировић, српска певачица[37]
- 29. април — Кетрин Лангфорд, аустралијска глумица

### Мај
- 1. мај — Владислава Јевтушенко, руска глумица, плесачица и манекенка
- 3. мај — Домантас Сабонис, литвански кошаркаш[38]
- 4. мај — Џејлен Адамс, амерички кошаркаш[39]
- 8. мај — 6ix9ine, амерички хип хоп музичар
- 9. мај — Ноа Сентинео, амерички глумац и модел[40]
- 11. мај — Данило Остојић, српски кошаркаш[41]
- 14. мај — Мартин Гарикс, холандски ди-џеј и музички продуцент[42]
- 14. мај — Дејана Радановић, српска тенисерка[43]
- 15. мај — Берди, енглеска музичарка
- 17. мај — Вукашин Јовановић, српски фудбалер[44]
- 19. мај — Чунг Хјон, јужнокорејски тенисер[45]
- 21. мај — Карен Хачанов, руски тенисер[46]
- 30. мај — Кристијан Гарин, чилеански тенисер[47]
- 30. мај — Александар Головин, руски фудбалер[48]
- 31. мај — Нормани, америчка певачица и плесачица[49]

### Јун
- 1. јун — Том Холанд, енглески глумац[50]
- 8. јун — Ива Илинчић, српска глумица[51]
- 10. јун — Александар Лазић, босанскохерцеговачки кошаркаш[52]
- 13. јун — Кингсле Коман, француски фудбалер[53]
- 23. јун — Срђан Бабић, српски фудбалер
- 24. јун — Никола Васиљевић, српски фудбалски голман[54]
- 25. јун — Леле Понс, америчка глумица, певачица, плесачица и модел[55]
- 26. јун — Дуоп Рит, аустралијско-јужносудански кошаркаш[56]
- 27. јун — Лорен Хауреги, америчка музичарка, најпознатија као чланица групе Fifth Harmony[57]
- 28. јун — Дона Векић, хрватска тенисерка[58]

### Јул
- 4. јул — Митра Младеновић, српска глумица
- 5. јул — овца Доли (прем. 2003)
- 11. јул — Андрија Живковић, српски фудбалер[59]
- 11. јул — Алесија Кара, канадска музичарка[60]
- 20. јул — Марко Араповић, хрватски кошаркаш[61]
- 20. јул — Бен Симонс, аустралијско-амерички кошаркаш[62]
- 30. јул — Нина Стојановић, српска тенисерка[63]
- 31. јул — Тамара Радовановић, српска глумица и музичарка[64]

### Август
- 7. август — Дани Себаљос, шпански фудбалер[65]
- 10. август — Немања Мајдов, српски џудиста[66]
- 13. август — Саша Лукић, српски фудбалер[67]
- 16. август — Рашад Вон, амерички кошаркаш[68]
- 19. август — Милош Вулић, српски фудбалер[69]
- 20. август — Стефан Лазаревић, српски кошаркаш[70]
- 21. август — Емануел Тери, амерички кошаркаш[71]
- 30. август — Микел Бриџиз, амерички кошаркаш[72]

### Септембар
- 1. септембар — Зендеја, америчка глумица и певачица[73]
- 1. септембар — Елса Џин, америчка порнографска глумица[74]
- 5. септембар — Ришаиро Живковић, холандски фудбалер[75]
- 6. септембар — Лана Роудс, америчка порнографска глумица и модел[76]
- 7. септембар — Донован Мичел, амерички кошаркаш[77]
- 10. септембар — Матео Гарсија, аргентински фудбалер[78]
- 12. септембар — Јован Маринковић, српски фудбалер[79]
- 13. септембар — Петар Поповић, црногорски кошаркаш[80]
- 13. септембар — Лили Рајнхарт, америчка глумица[81]
- 17. септембар — Дује Ћалета Цар, хрватски фудбалер[82]
- 21. септембар — Алфа Каба, француски кошаркаш[83]

### Октобар
- 7. октобар — Луис Капалди, шкотски музичар
- 7. октобар — Хамиду Траоре, малијски фудбалер[84]
- 9. октобар — Бела Хадид, амерички модел[85]
- 14. октобар — Мирослав Богосавац, српски фудбалер[86]
- 26. октобар — Данило Пантић, српски фудбалер[87]
- 30. октобар — Девин Букер, амерички кошаркаш[88]

### Новембар
- 1. новембар — Лил Пип, амерички хип хоп музичар и модел (прем. 2017)
- 7. новембар — Лорд, новозеландска музичарка[89]
- 11. новембар — Тај Шеридан, амерички глумац и продуцент[90]
- 14. новембар — Борна Ћорић, хрватски тенисер[91]

### Децембар
- 1. децембар — Зои Штрауб, аустријска певачица и глумица[92]
- 2. децембар — Анес Рушевић, српски фудбалер[93]
- 4. децембар — Диого Жота, португалски фудбалер (прем. 2025)[94]
- 10. децембар — Јонас Вингегор, дански бициклиста[95]
- 11. децембар — Џек Грифо, амерички глумац[96]
- 11. децембар — Хејли Стајнфелд, америчка глумица и певачица[97]
- 29. децембар — Дилан Минет, амерички глумац и музичар[98]

## Смрти

### Јануар
- 8. јануар — Франсоа Митеран, француски председник (* 1916)
- 24. јануар — Олга Познатов, српска глумица (* 1933)[99]

### Фебруар
- 9. фебруар — Адолф Галанд, ловачки ас и командант немачке ловачке авијације у Другом светском рату (* 1912)[100]

### Март
- 18. март — Одисејас Елитис, грчки песник и нобеловац за књижевност 1979. (* 1911)[101]

### Јул
- 30. јул — Клодет Колбер, америчка глумица (* 1903)[102]

### Август
- 1. август — Мохамед Фарах Аидид, сомалијски политичар (* 1934)
- 11. август — Видовита Ванга, бугарска пророчица (* 1911)

### Септембар
- 9. септембар — Драгиша Павловић, српски политичар (* 1943)
- 13. септембар — Тупак Шакур, амерички репер, песник и глумац (* 1971)[103]
- 28. септембар — Мохамед Наџибулах, авганистански политичар

### Октобар
- 11. октобар — Станислав Толпа, пољски биолог (* 1901)
- 12. октобар — Роже Лапебје, француски бициклиста (* 1911)[104]
- 12. октобар — Рене Лакост, француски тенисер (* 1904)[105]

### Новембар
- 3. новембар — Жан-Бедел Бокаса, централноафрички диктатор и цар
- 29. новембар — Драгослав Срејовић, српски археолог (* 1931)[106]

### Децембар
- 22. децембар — Мића Поповић, српски сликар (* 1923)[107]

### Датум непознат
- Википедија:Непознат датум — Матусја Блум, совјетска и југословенска пијанисткиња (* 1914)

## Нобелове награде
- Физика — Дејвид Ли, Даглас Ошероф и Роберт Колман Ричардсон
- Хемија — Роберт Керл, Херолд Крото и Ричард Смалеј
- Медицина — Питер Ч. Дохерти и Ролф М. Цинкернагел
- Књижевност — Вислава Шимборска
- Мир — Карлос Фелипе Ксименес Бело и Хосе Рамос-Хорта
- Економија — Џејмс Мирлис и Вилијам Викреј